# فاطمة الزهراء أبو فارس
فاطمة الزهراء أبو فارس (مواليد 1422 هـ) لاعبةُ تايِكْوَنْدُو مغربيةٌ، وصاحبةُ أولِ ميداليةٍ ذهبيةٍ مغربيةٍ وعربيةٍ في منافساتِ الألعابِ الأولمبيةِ للشبابِ، وبطلةُ المغربِ في رياضةِ التايكوندو لثلاثِ مراتٍ.

## مسيرتها الرياضية
بدأتْ فاطمةُ الزهراءِ مسيرتَها الرياضيةَ بتشجيعٍ من أبيها لاعبِ التايكوندو الذي قامَ بتسجيلِها في جمعيةِ الوِفاقِ للتايكوندو بمسقطِ رأسِها مدينةِ الفقيه بن صالح، وهو نفسُه النادي الذي فيه مارسَ أبوها هذه الرياضةَ تحت تدريبِ وإشرافِ عبدِ النبي السعودي، المدرّبِ الذي أيضًا على يدِه تتلمذتْ فاطمةُ الزهراء. أولُ إنجازٍ رياضيٍّ لها كان حصولَها على ميداليةٍ ذهبيةٍ رمزيةٍ في دوريٍّ تنظّمُه جمعيةُ الوفاقِ في مقرِّها بصورةٍ سنويةٍ، وعمرُها حينئذٍ ثلاثَ عشْرةَ سنة. تُوِّجتْ منذئذٍ بعددٍ مهمٍّ من الألقابِ الوطنيةِ والدوليةِ.

### الألعاب الأولمبية للشباب
بعد تفوّقِها في الجزائرِ، رحلتْ فاطمةُ الزهراء أبو فارس إلى الأرجنتين للمشاركةِ في الألعابِ الأولمبيةِ للشبابِ لعامِ 2018 مـ وهي حينذاك تلميذةٌ في السنةِ الختاميةِ في ثانويةِ بئر أنزران التأهيليةِ في الفقيه بن صالح. جرتْ مشاركتُها التي كانتْ ضمن صنفِ البناتِ ما فوق 63 كغ في يومِ الخميس 11 أكتوبر (7 صفر 1440) في العاصمةِ الأرجنتينيةِ بُوِينُس أَيْرِيس. بعد عدةِ مبارياتٍ، تأهلتْ أبو فارس إلى النهائيِّ الذي جمعَها مع اللاعبةِ الإيرانيةِ كِيمِيَا هِمَّتِي. اِنتهتِ الجولاتُ الثلاثُ بالتعادلِ، فجُعِلتِ الجولةُ الفاصلةُ التي كسبتْها أبو فارس بفارقِ نقطتينِ (18–16)، فكانتِ الميداليةُ الذهبيةُ من نصيبِها. هذا التتويجُ هو الأولُ في تاريخِ مشاركةِ المغربِ وكافةِ المشاركاتِ العربيةِ.

### استبعادُها من تصفياتِ أُولَمْبِيَّاتِ 2020 مـ
في مساءِ يومِ الجمعةِ 24 يناير 2020، فوجئتْ أبو فارس بقرارِ استبعادِها من قائمةِ المشاركينَ في تصفياتِ القارةِ الأفريقيةِ المؤهلةِ للألعابِ الأولمبيةِ لعامِ 2020 في طوكيو، والذي أعلنَه المديرُ التِّقْنيُّ للجامعةِ الملكيةِ المغربيةِ للتايكوندو في ندوةٍ صحفيةٍ بالعاصمةِ المغربيةِ الرباط. هذا الاستبعادُ جاءَ نتيجةً للإصابةِ التي كانتْ تعاني منها، على حد تعبير الجامعة. لكن أبا فارس نفتْ بعد أيامٍ كونَها ما تزالُ تعاني من الإصابةِ في ندوةٍ صحفيةٍ أجرتْها مع مدربِها، مستشهدةً بخبراتٍ طبيةٍ مضادّةٍ. وأعربَ بطلُ العالمِ في ملاكمةِ الرفسِ، المغربيُّ مصطفى الخصم، عن تضامنِه مع أبي فارس واستنكارِه لقرارِ استبعادِها في مرئيةٍ نشرَها على أحدِ مواقعِ التواصلِ الاجتماعيِّ. واستنكرَ أيضًا زملاؤها وأصدقاؤها في نادي جمعية الوفاق الاستبعادَ وعبروا بدورِهم عن تضامنِهم معها.
في مطلعِ شهرِ يوليو 2021، ظهرتْ أبو فارس في مرئيةٍ على الشابكةِ توحي فيها بنيّتِها في تغييرِ جنسيتِها الرياضةِ بعد أكثرَ من سنةٍ ونصفِ السنةِ من تغييبِها عن المشاركاتِ والتدريباتِ الوطنيةِ والدوليةِ، كالبطولة الأفريقية ومعسكرات التدريب. وفي حوارٍ أجرتْه مع جريدةِ العمقِ المغربيِّ الإلكترونيةِ، أكدتْ أنها تلقتْ عروضًا عديدةً للَّعبِ في الخارجِ، لكنها ما تزالُ تتدارسُ الأمرَ.

### عودتها للمنافسة
شهدتْ أواخرُ سنةِ 1443 (صيف 2022 مـ) عودةَ فاطمةَ الزهراء أبو فارس بعد غيابها عن المنافسة الدولية لما يقرب ثلاث سنوات بسبب مشاكلَ مع الجامعة الملكية المغربية للتايكوندو، فشاركت في ألعاب البحر الأبيض المتوسط لعام 2022 التي توجت فيها بميدالية فضية. حازت على ميدالية ذهبية في بطولة كأس العرب في عام 1444.

## جوائز تكريمية
- تكريم مدينة الفقيه بن صالح لها في حفل استقبال بعد عودتها من الأرجنتين؛[14]
- جائزة محمد بن راشد آل مكتوم للإبداع الرياضي لعام 2018 مـ (الدورة العاشرة)؛[5]
- أفضل رياضية مغربية لعام 2018 مـ (استطلاع القناة الرياضية المغربية)؛[15]
- تكريم من الجمعية المغربية للصحافة الرياضية (2019 مـ)؛[16]
- تكريم من المعهد العالي للصحافة والاتصال (2020 مـ).[17]

## وصلات خارجية
- «مع البطلة المغربية فاطمة الزهراء أبو فارس». برنامج أخبار الناس على قناة Medi 1 TV.